# Уриваєво (селище)
Урива́єво (рос. Урываево) — селище у складі Панкрушихинського району Алтайського краю, Росія. Входить до складу Уриваєвської сільської ради.

## Населення
Населення — 90 осіб (2010; 105 у 2002).
Національний склад (станом на 2002 рік):
- росіяни — 100 %